# Pablo Sandoval
Pablo Emilio Sandoval (Puerto Cabello, 11 agosto 1986) è un giocatore di baseball venezuelano.

## Carriera

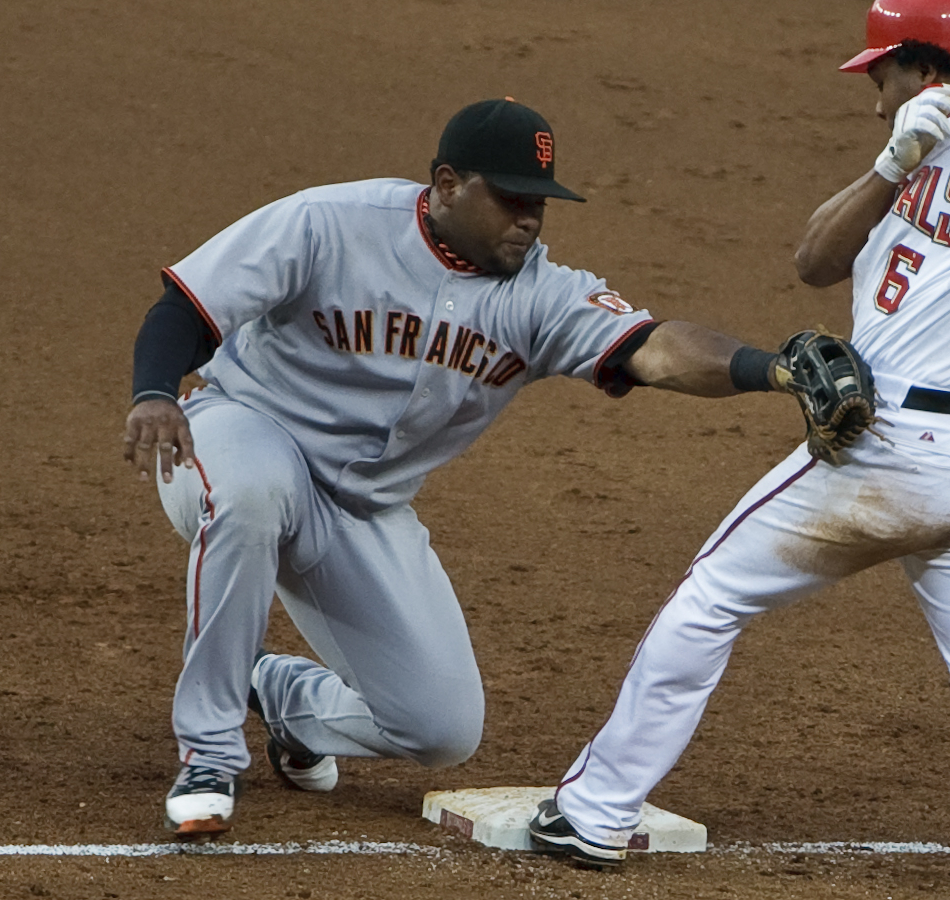
Pablo Sandoval con i Giants nel 2009

Sandoval frequentò la scuola superiore Centro de Estudio Carabobo nella sua città natale a Puerto Cabello in Venezuela, prima di firmare l'8 maggio 2003 all'età di 16 anni con i San Francisco Giants. Iniziò la carriera nel professionismo nel 2004 nella Classe Rookie, passando nel 2005 in Classe A-breve, nel 2006 in Classe A, nel 2007 in A-avanzata e nel corso della stagione 2008 in Doppia-A.
Debuttò nella MLB il 14 agosto 2008, al Minute Maid Park di Houston contro i Houston Astros, realizzando un punto battuto a casa. Nella sua seconda partita disputata il 16 agosto contro i Braves, batté tre valide. Il 27 agosto contro i Rockies, colpì il suo primo fuoricampo. Concluse la stagione con 41 partite disputate nella MLB e 112 nella minor league, di cui 68 nella classe A-avanzata e 44 nella Doppia-A.
Nel 2010 vinse le sue prime World Series. Nel 2011 venne convocato la prima volta per l'All-Star Game, convocazione che avverrà anche l'anno seguente.
Nel 2012 divenne nuovamente campione delle World Series venendo nominato MVP delle World Series e premiato con il Babe Ruth Award.
Nel 2014 venne premiato per la terza volta con l'anello delle World Series e il giorno dopo la finale, divenne free agent. Il 24 novembre 2014, Sandoval firmò con i Boston Red Sox.
Designato per la riassegnazione il 14 luglio 2017, cinque giorni dopo venne svincolato dalla squadra, e il 22 luglio tornò con i Giants firmando un contratto di minor league. Il 10 settembre 2020, Sandoval venne svincolato dalla franchigia.
Il 14 settembre 2020, Sandoval firmò un contratto di minor league con gli Atlanta Braves.
Il 30 luglio 2021, i Braves scambiarono Sandoval con i Cleveland Indians per Eddie Rosario più una somma in denaro. Il giocatore venne svincolato dalla franchigia lo stesso giorno.

## Nazionale
Pablo Sandoval venne convocato dalla Nazionale Venezuelana, partecipando al World Baseball Classic 2013.

## Palmarès

### Club
- World Series: 3

San Francisco Giants: 2010, 2012, 2014

### Individuale
- MVP delle World Series: 1

2012
- MLB All-Star: 2

2011, 2012
- Babe Ruth Award: 1

2012
- Giocatore della settimana della National League: 1

(18 settembre 2011)